# Erdölförderung in Lütow

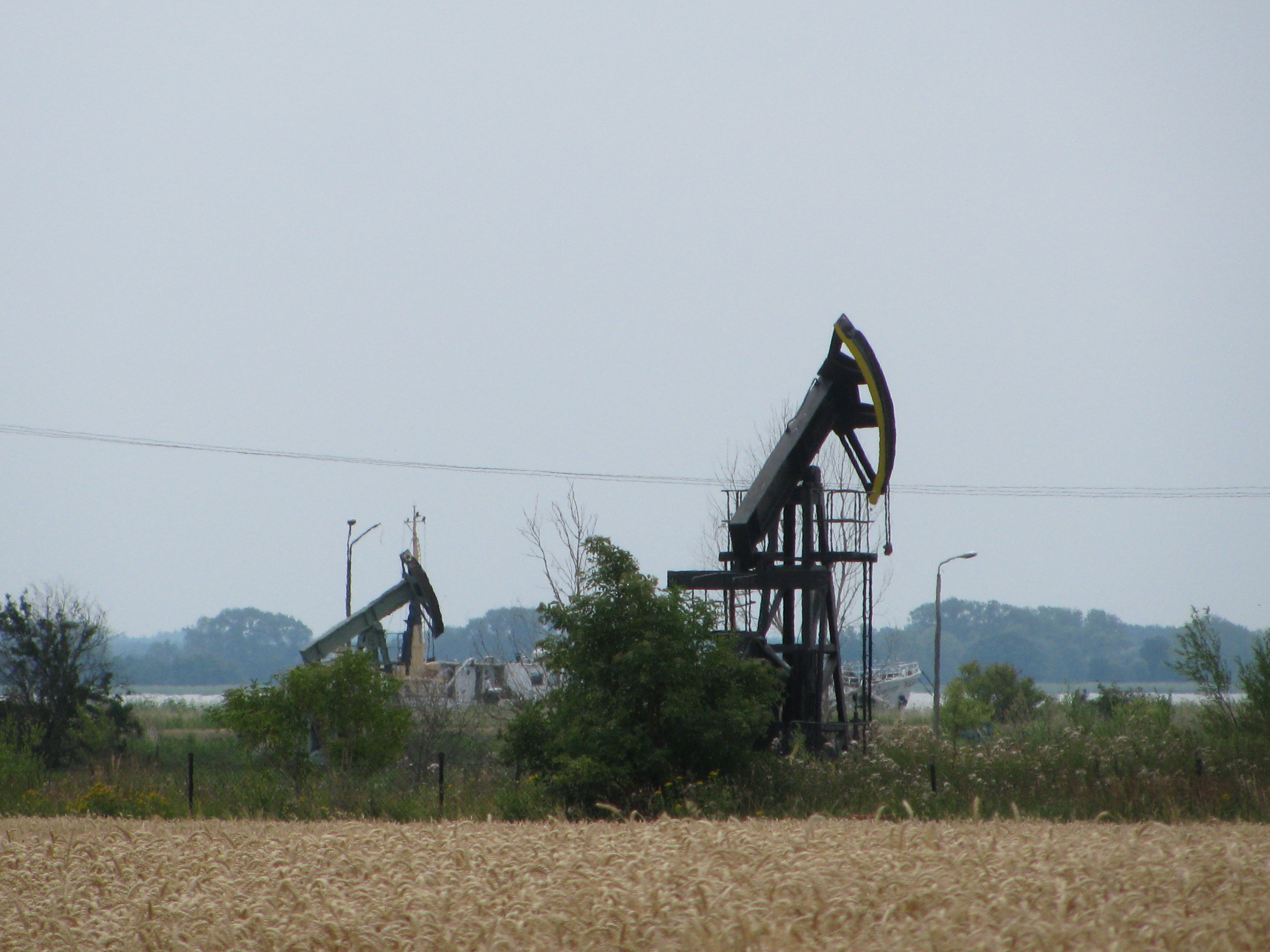
„Pferdeköpfe“ von Tiefpumpen am Netzelkower Hafen

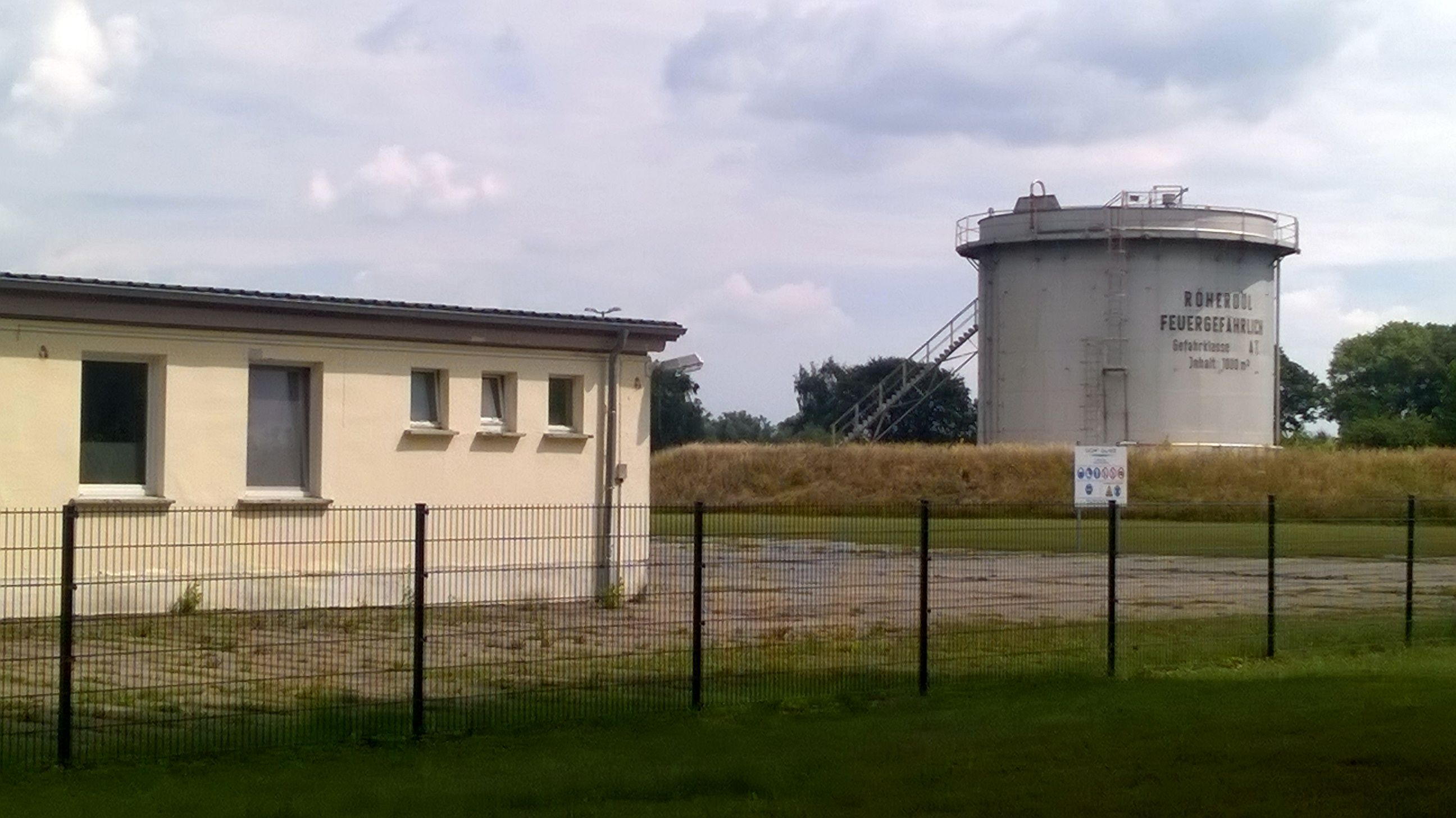
Werkstattgebäude und Hochtank der ehemaligen Feldzentrale Lütow (2016)

Die Erdölförderung in Lütow auf der Insel Usedom, Mecklenburg-Vorpommern, begann 1966. Die Lagerstätte auf dem Gebiet der Gemeinde Lütow war das größte Erdölvorkommen in der DDR und gilt seit den 1990er Jahren als weitgehend erschöpft. Der internationale Energiekonzern Neptune Energy (bis 2017 Engie) betreibt die Förderung im kleineren Maßstab jedoch auch heute noch aktiv (Fördermenge 2021: 2.812 Tonnen). 

## Lagerstätte
Die Erdöllagerstätte Lütow-Krummin liegt größtenteils im Nordteil des Gnitzes, einer Halbinsel im Nordwesten Usedoms zwischen der Krumminer Wiek und dem Achterwasser. Das Ölfeld hat aus der Vogelperspektive betrachtet eine länglich ovale Form und umfasst eine Fläche von etwa 150 Hektar. Es erstreckt sich zum Teil unter den Ortslagen Neuendorf und Netzelkow. Sein südöstliches Ende befindet sich unter der Insel Görmitz. Somit liegt die Lagerstätte teilweise auch unter den Twelen, dem schmalen Meeresarm zwischen Gnitz und Görmitz.
Das Ölvorkommen liegt in 2400 bis 2500 Metern Tiefe. Der erdölführende Speicher im Staßfurt-Zyklus des Zechsteins hat eine Stärke von etwa 80 Metern. Damit handelt es sich um die größte derzeit bekannte Lagerstätte im Gebiet der neuen Bundesländer.

## Erdölgewinnung
Mehr als 30 Bohrungen sind in der Zeit der DDR im Gebiet der Gemeinde Lütow eingebracht worden, von denen 24 die Erdöllagerstätte trafen und eine Förderung ermöglichten. Die sieben weiteren Bohrungen, zuletzt eine von 1986, lagen knapp außerhalb der Lagerstätte.
Zunächst war eine eruptive Förderung möglich; der Druck des Erdöls war so hoch, dass es ohne weiteres Zutun an die Oberfläche kam. Später wurden Tiefpumpen installiert, deren charakteristische „Pferdeköpfe“ das Ölfeld einige Jahrzehnte prägten. Die Förderung wirkte sich wirtschaftlich positiv auf die Region aus, die zuvor weitgehend von Landwirtschaft, Fischfang und Tourismus gelebt hatte. Das Jahresfördermaximum von 220.000 Tonnen Rohöl erreichte der Betrieb in Lütow bereits 1969. Im gleichen Jahr hatte er auch die höchste Tagesfördermenge verbucht, mehr als 1000 Tonnen.
In den 1990er Jahren gingen die meisten Produktionssonden aus ökonomischen Gründen außer Betrieb. Um 1994 galt die Lagerstätte bereits als weitgehend erschöpft. Die Jahresfördermenge ging rapide zurück und erreichte 1996 nur noch 9578 Tonnen. Im Jahr 2005 waren noch acht Fördersonden in Betrieb, die damals insgesamt etwa 7300 Tonnen Erdöl förderten. 
Begleitet von Protesten durch Naturschützer führte die in Berlin ansässige deutsch-kanadische Central European Petroleum GmbH von 2011 bis 2016 neue Erkundungsbohrungen in Lütow und im nahegelegenen Pudagla durch. In die 2700 Meter tiefen Bohrlöcher investierte das Unternehmen 30 Millionen Euro. Die Bohrungen erwiesen sich jedoch als kommerziell erfolglos.
Heute betreibt die Neptune Energy Deutschland GmbH in Lütow die Förder- und Aufbereitungsstation. Tankwagen bringen das geförderte Öl zur PCK-Raffinerie nach Schwedt/Oder, wo es weiterverarbeitet wird. Neptune Energy arbeitet daran die Förderung wieder auszubauen. 2015 wurden an 3 Bohrlöchern nur noch 2.075 Tonnen Erdöl gefördert. Im Jahr 2021 betrug die Förderung an 4 Bohrlöchern 2.812 Tonnen. Insgesamt spielt Lütow bei der Erdölförderung in Deutschland nur noch eine verschwindend geringe Rolle.
Die Gesamtfördermenge seit 1966 beläuft sich auf rund 1,36 Millionen Tonnen Erdöl.

## Geschichte
Am 15. November 1965 wurde man an der Bohrung Görmitz 1 fündig. Entgegen ihrer Bezeichnung liegt sie nicht auf der gleichnamigen Insel, sondern auf der Halbinsel Gnitz, etwa 500 Meter östlich des Lütower Ortsteils Neuendorf. Fast alle weiteren Bohrungen trugen dann den Namen Lütow. Am 20. März 1966 nahm die Feldzentrale Lütow die Förderung auf.
Um auch auf Görmitz bohren zu können, wurde für den Transport der schweren Bohrtechnik ein Erddamm durch die Twelen aufgeschüttet (2016 entfernt); 1969 und 1970 wurden auf der Insel drei Bohrungen vorgenommen. 
Der Betrieb gehörte wie alle Erdölförderanlagen im heutigen Mecklenburg-Vorpommern zum VEB Erdöl-Erdgas Grimmen (Kombinat Erdöl-Erdgas). Der Weitertransport des Rohöls zur Raffinerie nach Schwedt/Oder erfolgte in der Zeit der DDR per Tankschiff. Dazu wurde der Hafen von Netzelkow entsprechend ausgebaut.
Nach der Wende wurde der VEB Erdöl-Erdgas Grimmen in eine GmbH umgewandelt. Der Betrieb in Lütow wurde zuvor mit der Erdöl-Erdgas Gommern (EEG) verschmolzen. Diese wurde 1994 von Gaz de France übernommen und verlegte 1999 ihren Sitz nach Berlin. Nach einer weiteren Fusion firmierte sie 2008 als GDF Suez E&P Deutschland GmbH. Nach einer Umbenennung 2016 in Engie E&P wurde die Firma 2018 von Neptune Energy übernommen.
Seit 2001 stehen ein Großteil der Insel Görmitz und nahe Gewässer unter Naturschutz.